# Ptačí pozorovatelna Girov
Ptačí pozorovatelna Girov se nachází v lužním lese Girov, u mokřadu Girov a u řeky Olše v Hrádku v okrese Frýdek-Místek v Moravskoslezském kraji. Je to dřevěná zastřešená nízká vyhlídková věž s jednou plošinou, která je součástí naučné stezky Girov. Pozorovatelnu postavila a spravuje obec Hrádek a je celoročně volně přístupná. Na místě a v jeho okolí lze pozorovat cenné přírodní ekosystémy, hrát fotbal a další sporty, grilovat aj. Rozhledna, která byla postavená v roce 2018, a její okolí, jsou vhodné i pro rodiny s dětmi. Obec Hrádek také pronajímá areál Girov k soukromým akcím.

## Další informace
Nedaleko, jiho-jihovýchodním směrem se nachází pískovcová Kamenná koule v Návsí.
Nedaleko, severním směrem se nachází Přístřešek s ochozem Zamčiska.

## Galerie

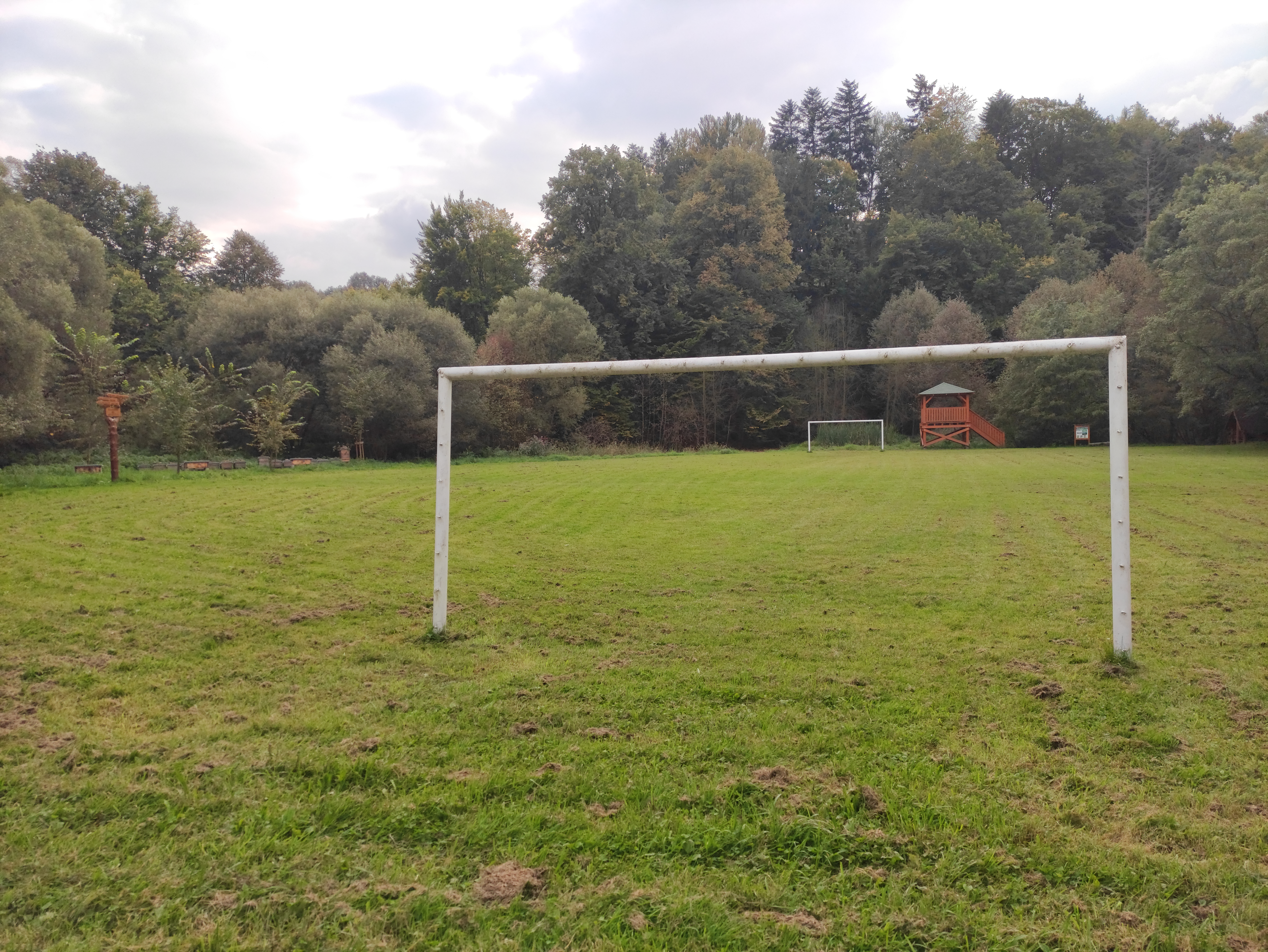
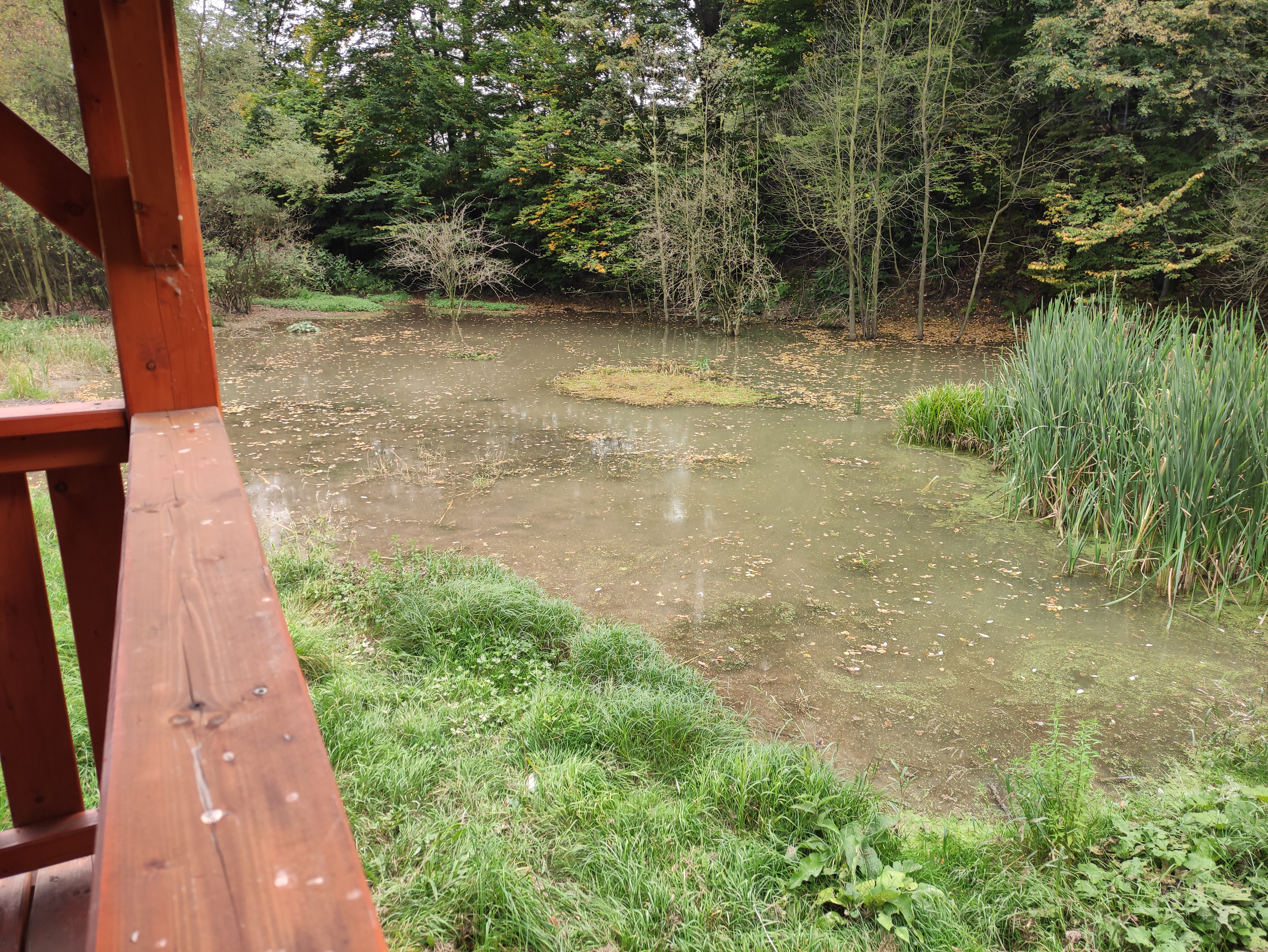